# Trębaczów (województwo lubelskie)
Trębaczów – wieś w Polsce położona w województwie lubelskim, w powiecie łęczyńskim, w gminie Łęczna.
W latach 1975–1998 miejscowość położona była w województwie lubelskim.
Wieś stanowi sołectwo gminy Łęczna.  Według Narodowego Spisu Powszechnego z roku 2011 wieś liczyła 311 mieszkańców.

## Historia
Wieś położona historycznie w powiecie lubelskim parafii Łęczna Długosz L.B. t.II s.549.
Trębaczów wzmiankowany jest już od 1400 r. W dokumentach źródłowych nazywany: 1400-Trambaczow, 1409-Tranbaczow, 1414-Trobacow. W roku 1448 graniczył z Łuszczowem, Osierdowem i Ciechankami. Wieś była własnością szlachecką zamożnej rodziny Śmietanków. W roku 1400 dziedzicem był Jakusz Śmietanka. Od początku lat 70. XV wieku Tęczyńscy zaczęli skupować działy dziedziców Trębaczowa i w 1471 r. mieli już w swym ręku część tej wsi. W 1495 r. Mikołaj Tęczyński odkupił dział należący do Piotra Śmietanki ¼ wsi należy wówczas do klucza Łęczna.
Według aktów podskarbińskich z roku 1531 wieś Trębaczów posiadała 3 ½ łana. Strażnik litewski Stanisław Potocki sprzedał w 1725 roku Trębaczów hetmanowi polnemu koronnemu i wojewodzie podlaskiemu Stanisławowi Mateuszowi Rzewuskiemu. W roku 1775 wieś liczyła 14 dymów wchodząc w skład dóbr Łęczna, dziedzictwa Hetmana wielkiego księcia Franciszka Ksawerego Branickiego, a w posesji zastawnej księżnej Sapieżyny, wojewodziny mścisławskiej (Akta podskarbińskie, Nr. 25). W roku 1879 nabył ją od L. Grabowskiego ziemianin Jan Bloch.